# زوربيك بلييف
زوربيك إيغوريفيتش بلييف (بالروسية: Заурбек Игоревич Плиев) هو لاعب كرة قدم روسي في مركز الظهير الأيسر ولد في يوم 27 سبتمبر 1991 في مدينة فلاديكافكاز في جمهورية روسيا الاتحادية الاشتراكية السوفيتية. يلعب حالياً مع نادي دينامو موسكو وسبق له اللعب مع أندية سبارتاك نالتشيك وسبق له اللعب مع أندية أستانا وسبارتاك فلاديكافكاز ونادي كايرات وأحمد غروزني.